# Agde

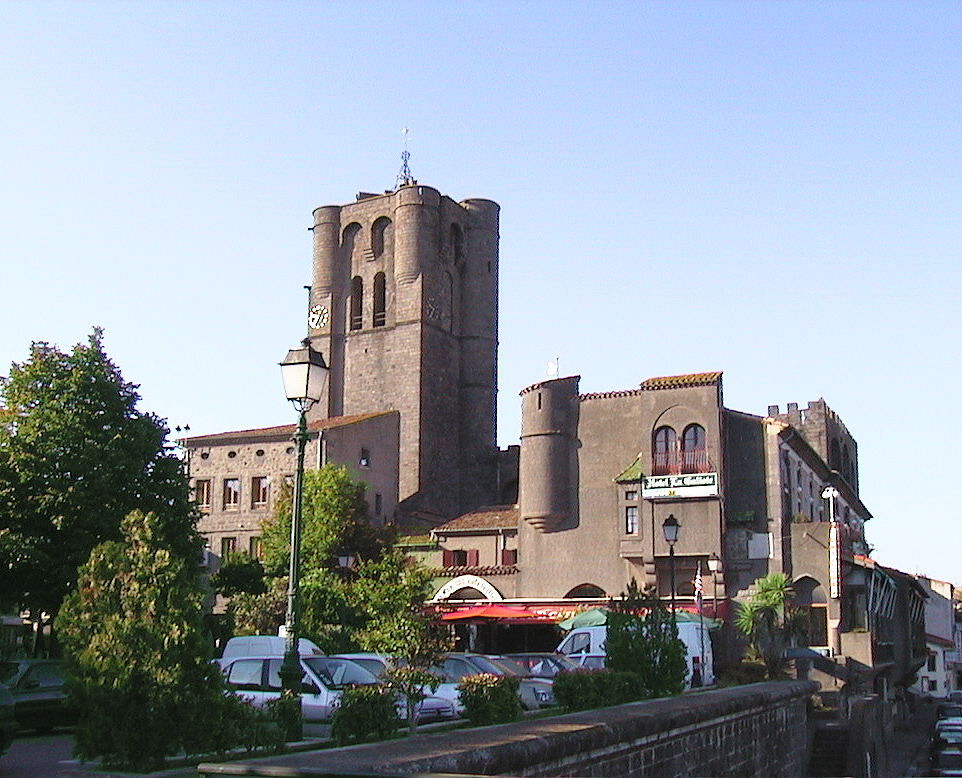
Katedralen i Agde

Agde är en stad i departementet Hérault i regionen Occitanien i södra Frankrike. Den ligger vid floden Hérault, 4 km från Medelhavet, ca 50 km sydväst om Montpellier och ca 750 km från Paris. År 2022 hade Agde 29 612 invånare.
Staden grundlades av fokaiaiska greker från Marseille omkring 600 f.Kr. och var ett biskopssäte ända fram till franska revolutionen. Under medeltiden lydde Agde under vicomter från ätten Trencavel innan det annekterades av de fransk kung.
Agde är välkänt för den bruna basalt som används lokalt, till exempel i katedralen Saint-Étienne från 1100-talet, byggd ovanpå en romansk kyrka från 400-talet.

## Galleri

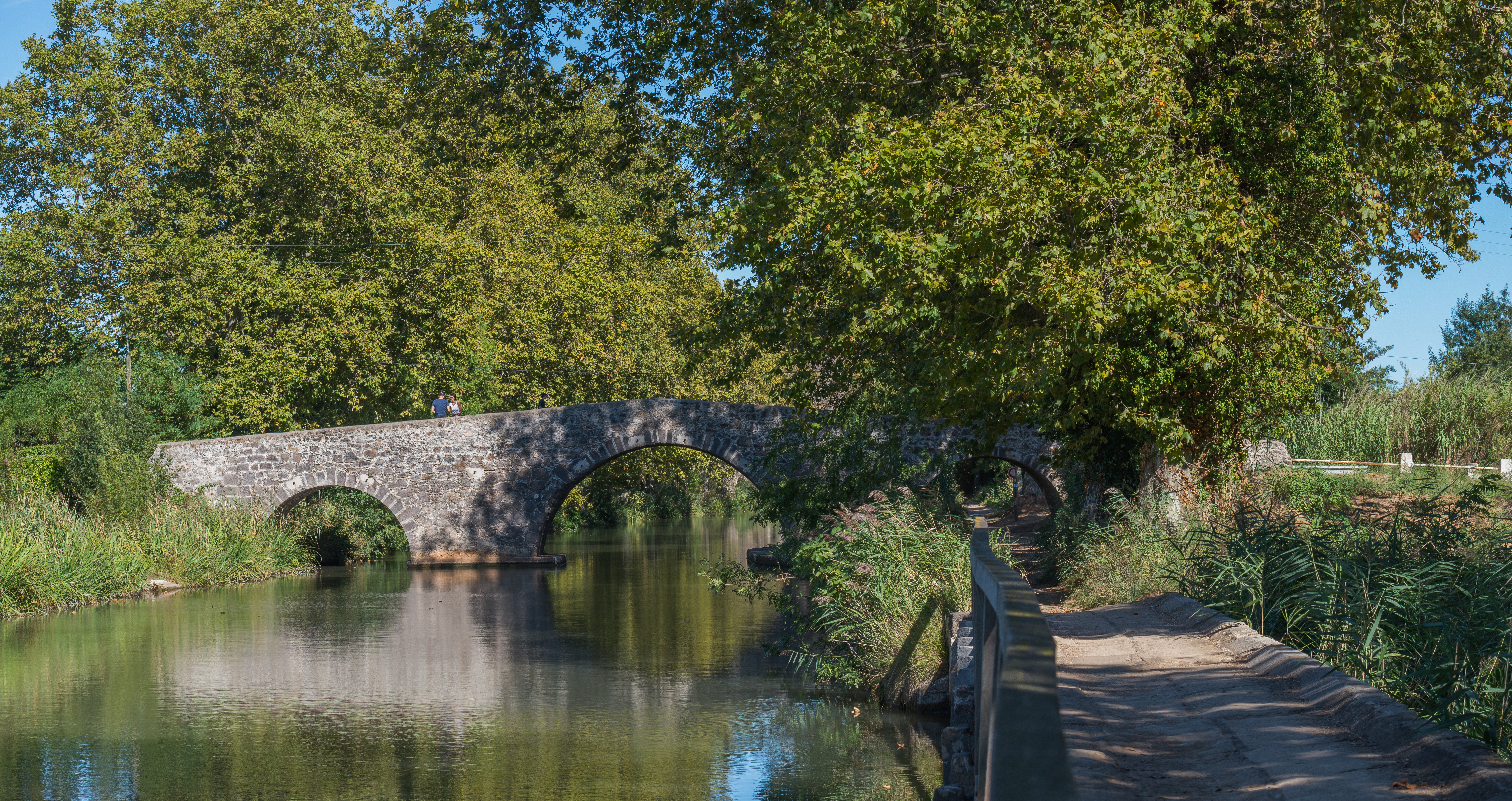
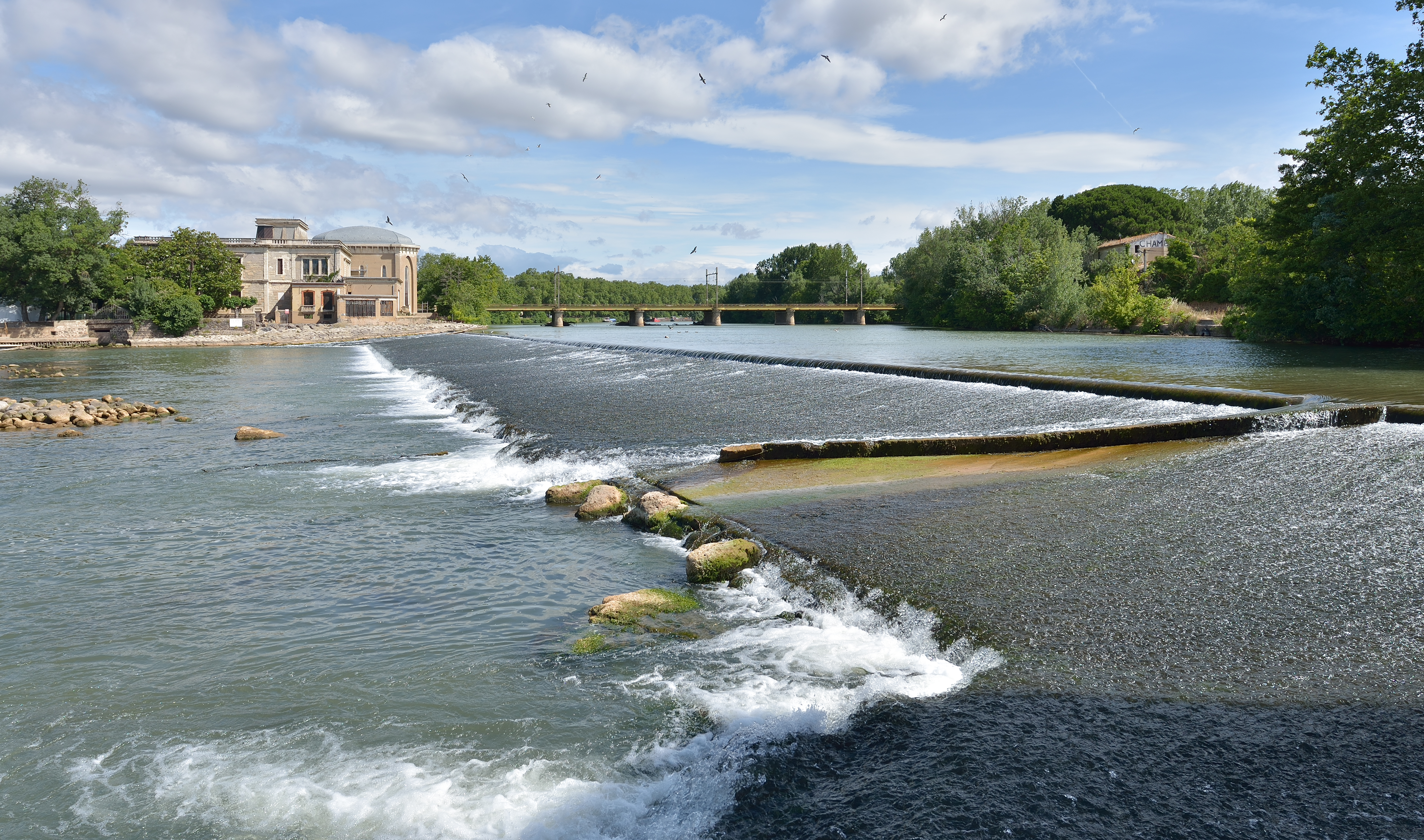
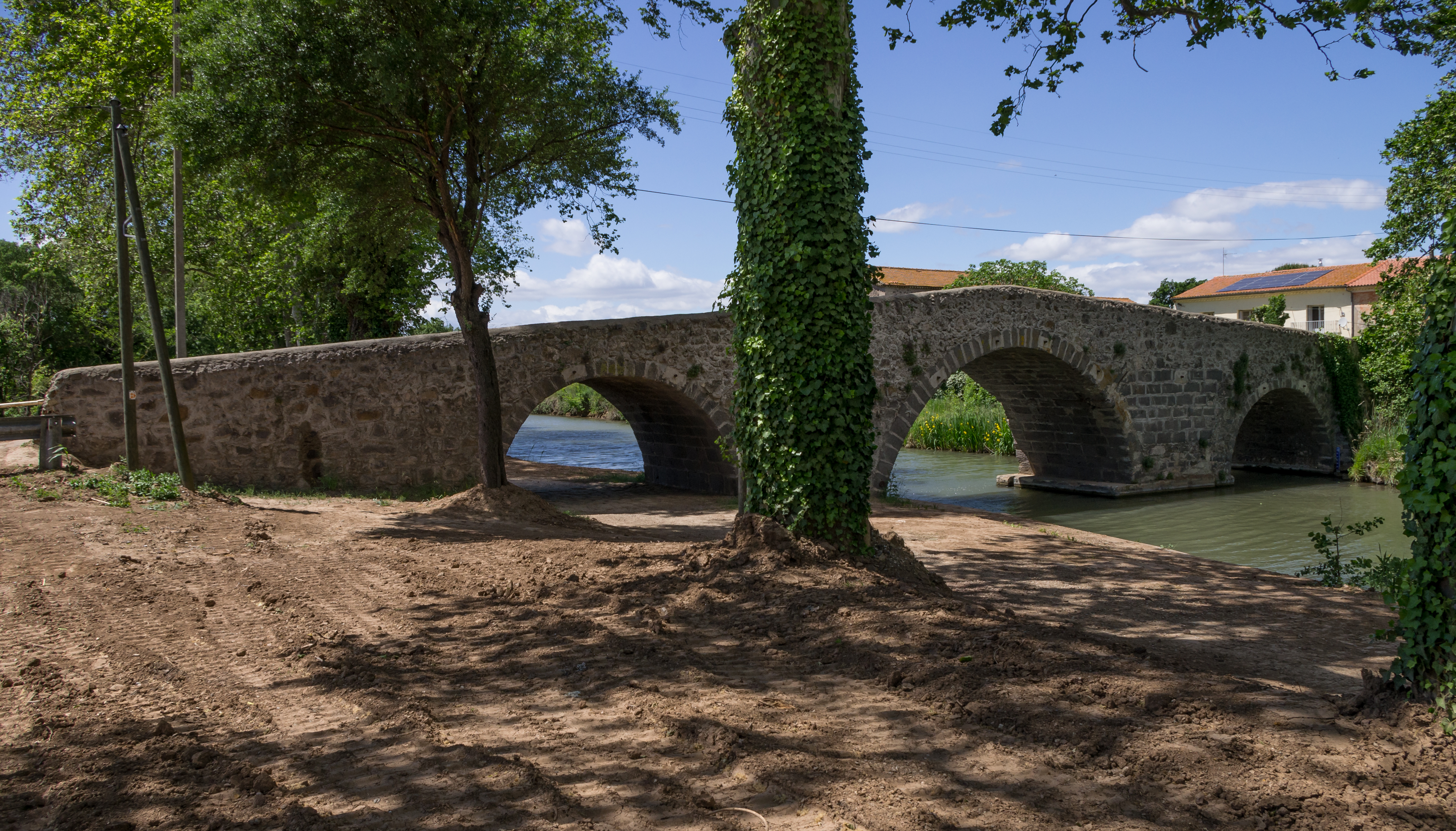
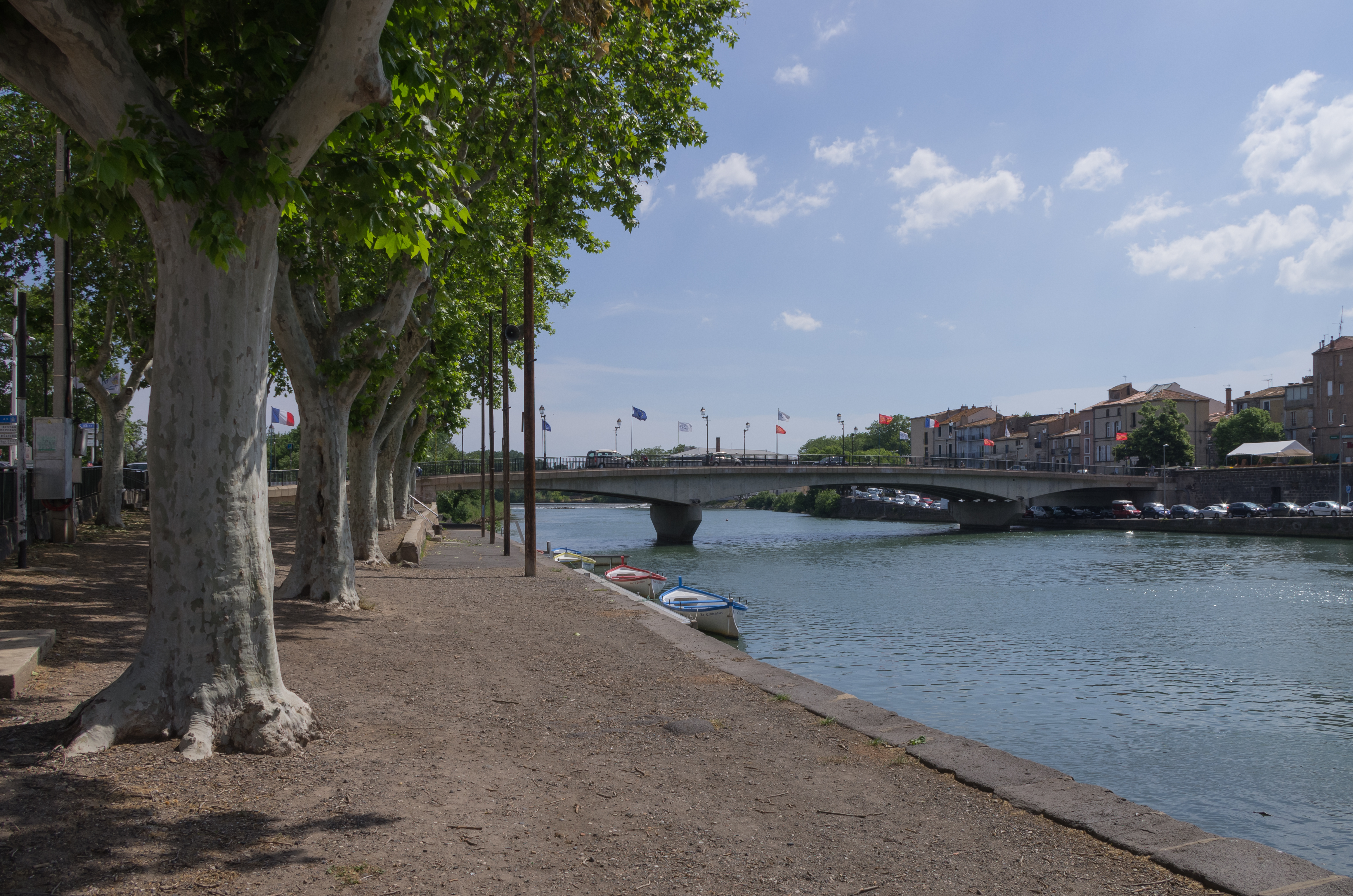
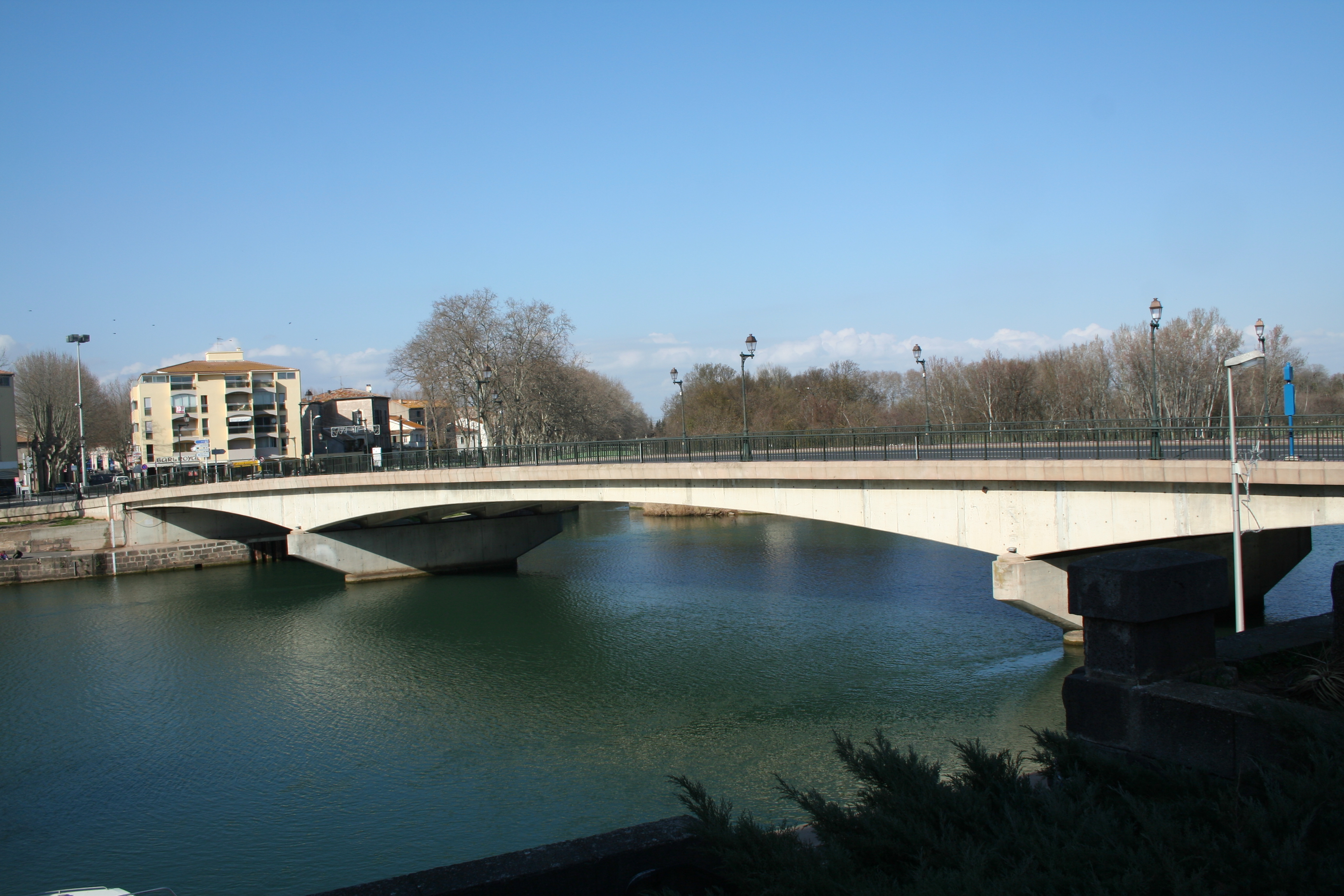
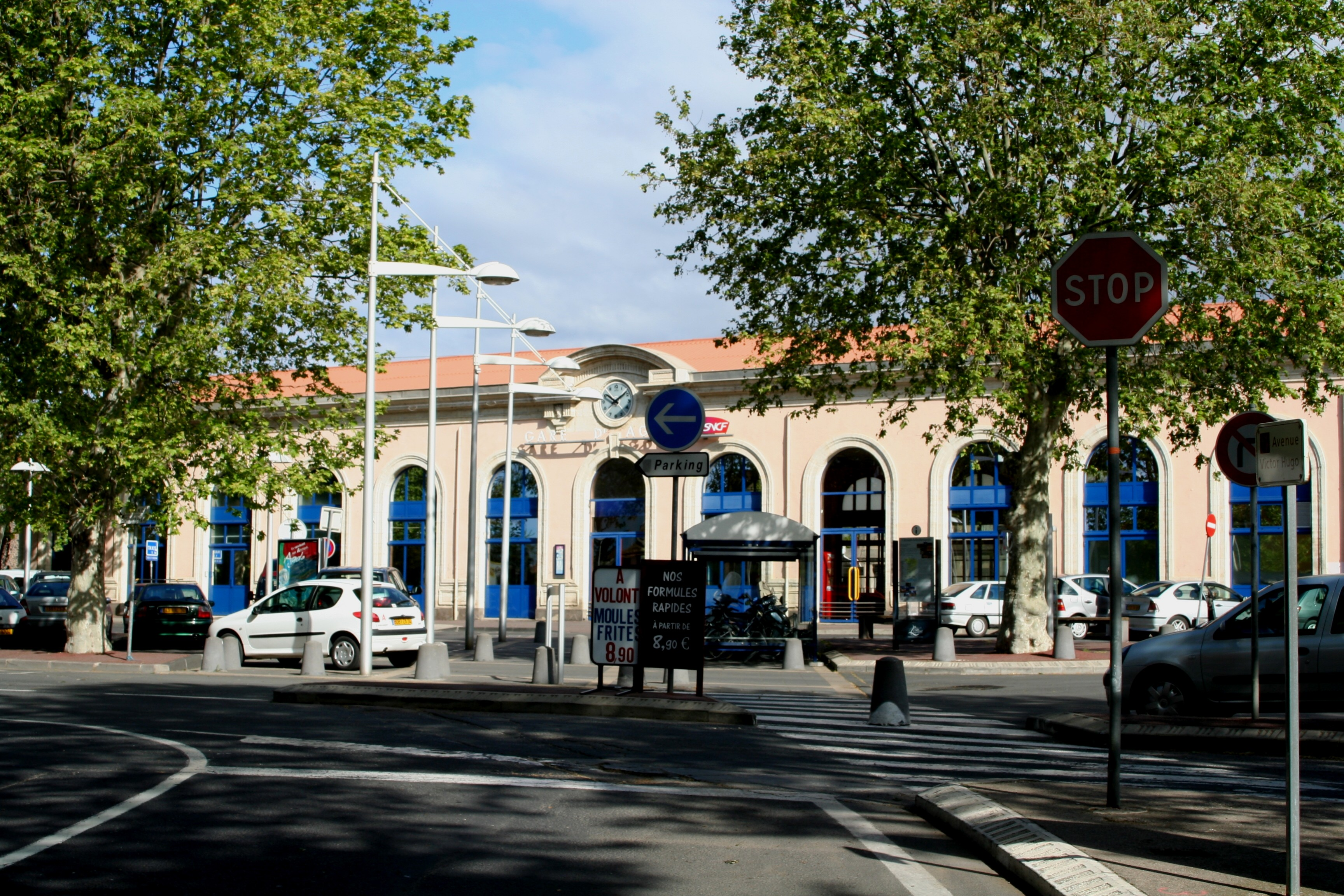
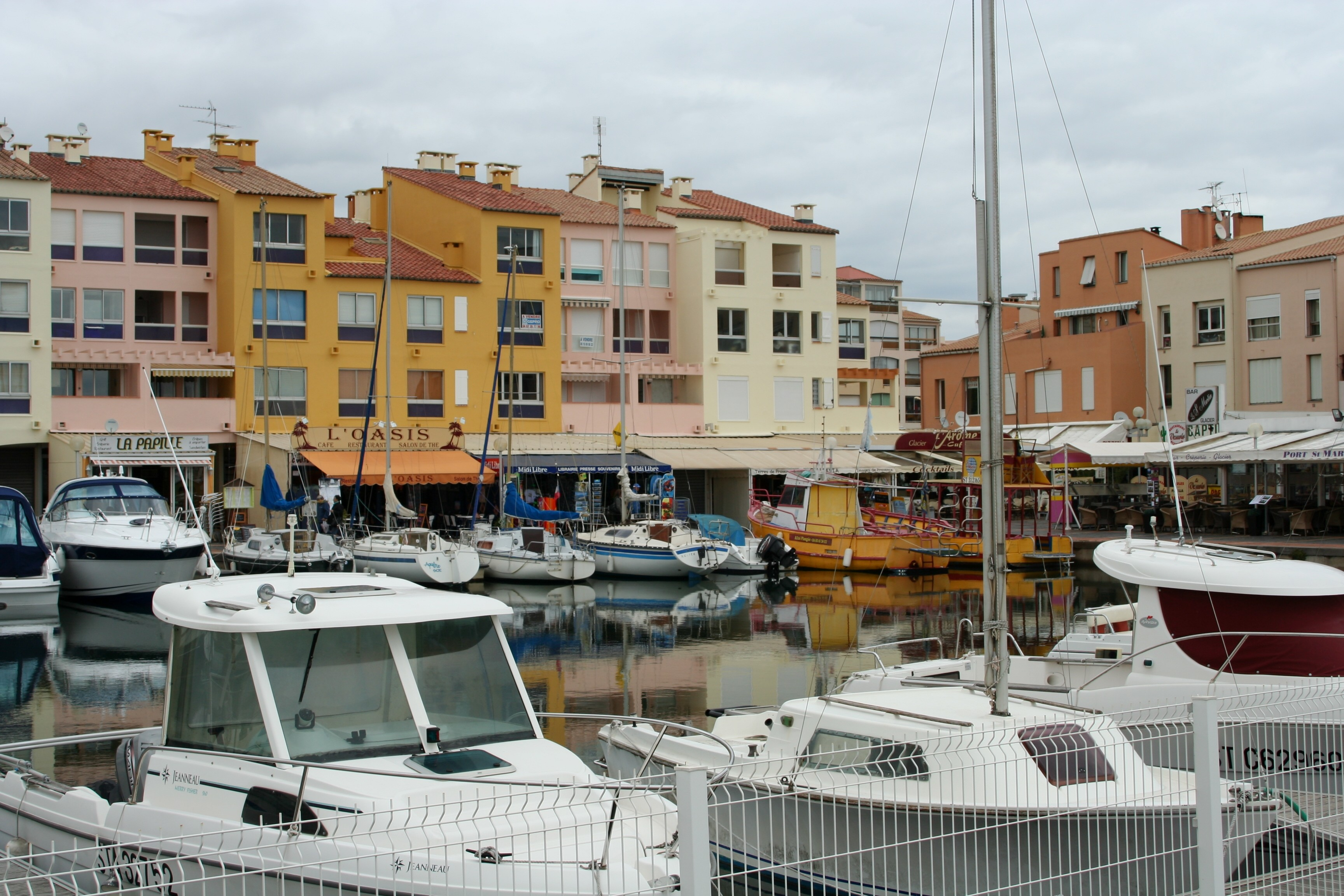
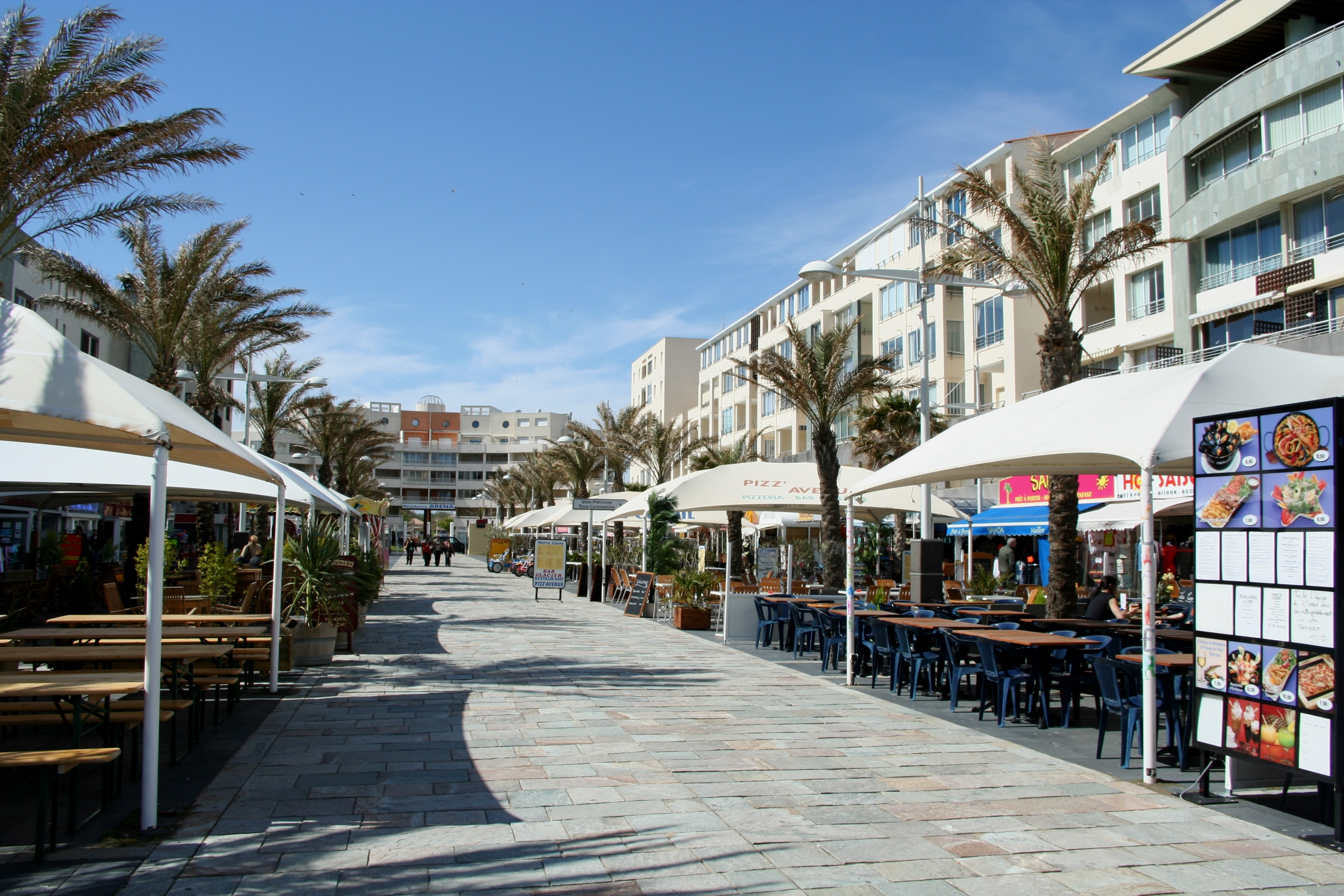
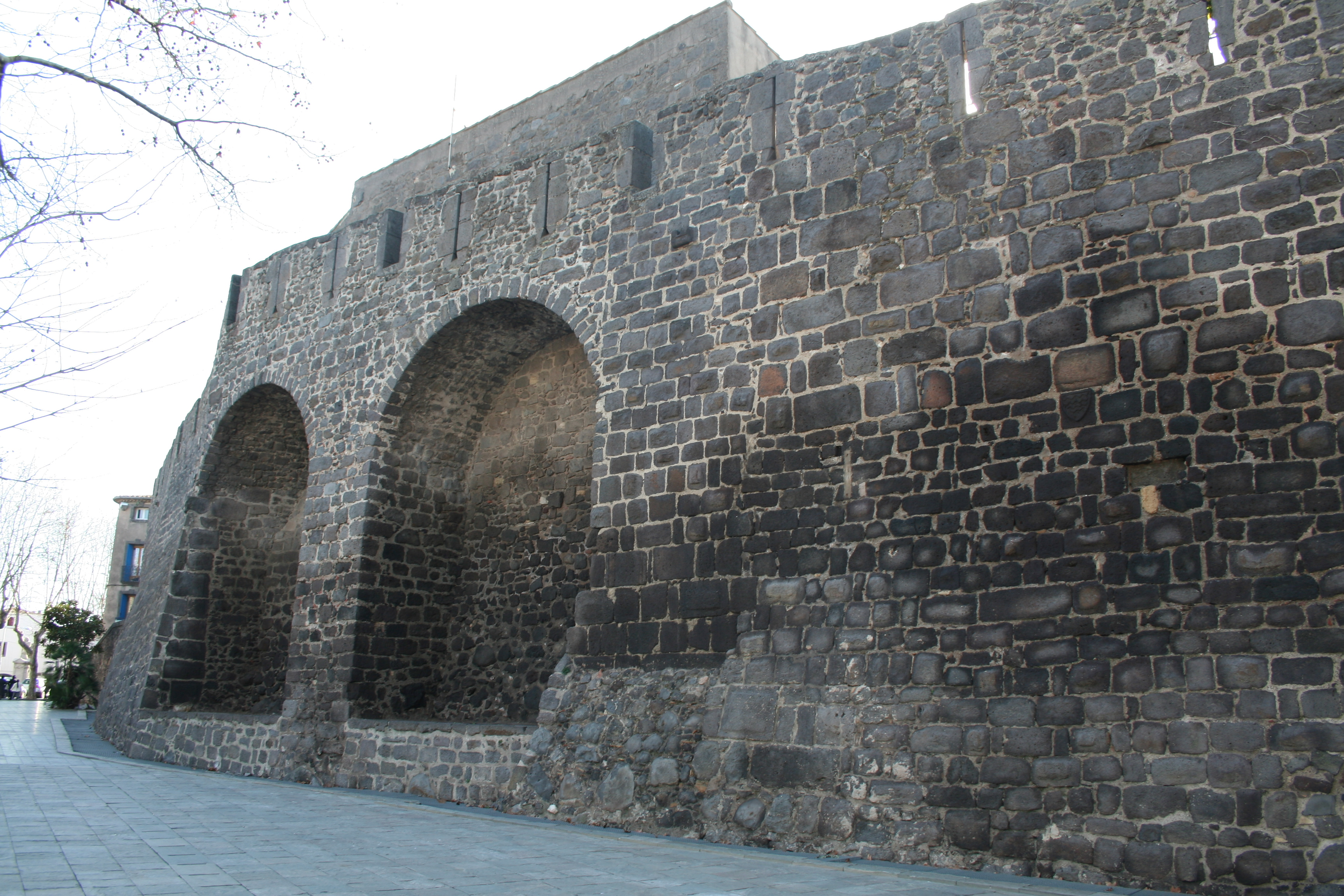
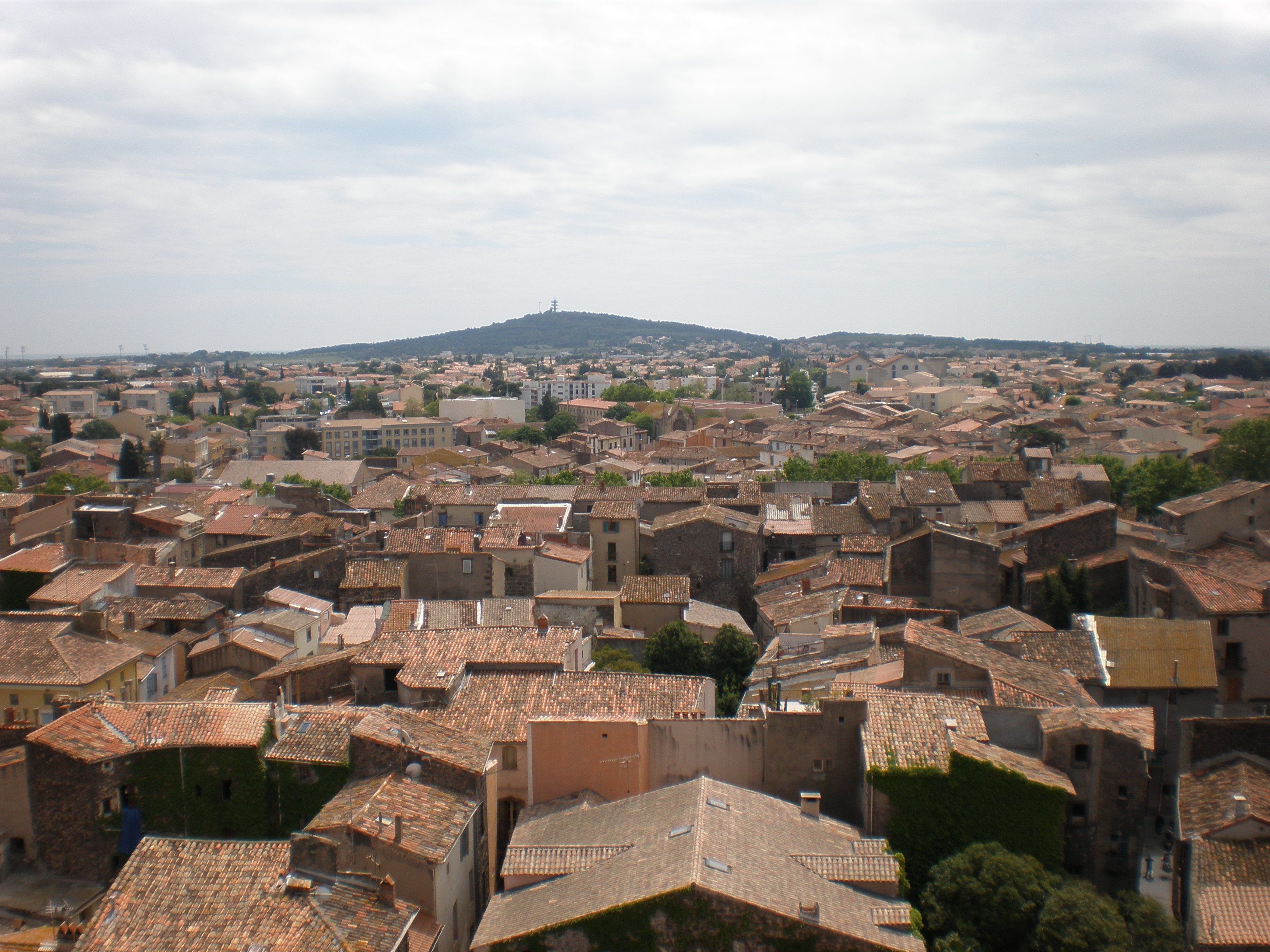

## Befolkningsutveckling
Antalet invånare i kommunen Agde
Referens:INSEE